# 歡樂糖果屋
《歡樂糖果屋》（英語：Willy Wonka & the Chocolate Factory）是一部1971年美國音樂劇電影，由吉恩·怀尔德飾演主角威利·旺卡。這部電影改編自羅爾德·達爾在1964年發布的小說《查理與巧克力工廠》。電影於1970年8月至11月在慕尼黑拍攝，1971年6月30日由派拉蒙影業上映。電影的預算僅有300萬美元，但收穫大致好評及406萬美元的票房，並且在1972年獲得奧斯卡獎和金球獎提名。2014年，這部電影被收錄入國家影片登記表。

## 劇情
旺卡是旺卡巧克力的創辦人，他將五張金彩卷藏在巧克力中。找到這些金彩卷的人將有機會參觀他的糖果工廠，並且終身獲得巧克力供應。在工廠參觀中，旺卡特意對每個孩子進行挑戰，並引誘他們犯下與他們的性格相關的錯誤。最終這些孩子一一消失，只剩下查理和他的祖父喬。然而，查理和喬也被誘惑，品嚐了一種使人暫時漂浮的實驗性飲料「氣泡升降飲料」。然而由於飲料的副作用過於強烈，差點使查理和喬喪命。旺卡當場宣告參觀體驗結束，並在沒有提及終身供應巧克力的情況下自行離開現場。
查理和喬爺進入旺卡的辦公室詢問情況。當喬爺問及查理的獎勵時，旺卡指出查理將無法獲得，因為他違反了合同。他解釋查理品嚐氣泡升降飲料的行為相當於偷竊，並違反了參觀工廠的合同條款。在激烈的爭論中，旺卡憤怒地與他們交鋒，最終用「美好的一天，先生！」（Good day, sir!）將他們趕出辦公室。儘管喬爺發誓要為查理報仇，並計劃向旺卡的競爭對手史拉格沃思出售不死不滅口香糖，但查理選擇誠實承認錯誤，將口香糖放回旺卡的桌上離開辦公室。查理的誠實使旺卡感到欣慰，他決定將氣泡升降飲料事件置之度外。並告訴查理他通過了考驗，也恢復了他的獎勵，同時揭示史拉格沃思實際上是他的偽裝員工。
最終，三人乘坐大玻璃升降機飛向天空。旺卡當場揭示真正的獎品是整個工廠和業務，當他退休時，查理將成為工廠的繼承人。同時，旺卡答應讓查理和他的家人搬進工廠，開始他們的幸福生活。

## 演員
- 金·懷德 飾演 威利·旺卡
- 彼得·奧斯特拉姆（英语：Peter Ostrum） 飾演 查理·畢奇
- 丹妮絲·尼克森（英语：Denise Nickerson） 飾演 紫羅蘭·鮑加
- 芭黎絲·瑟曼（英语：Paris Themmen） 飾演 麥克·提維
- 茱莉·唐·柯爾（英语：Julie Dawn Cole） 飾演 維露卡·梭特
- 邁克爾·波爾娜（英语：Michael Böllner） 飾演 奧古斯塔·格盧普
- 杰克·艾伯森 飾演 喬爺爺
- 羅伊・金尼爾（英语：Roy Kinnear） 飾演 梭特先生
- 倫納德·史東（英语：Leonard Stone） 飾演 Mr. Beauregarde
- 諾拉·丹妮（英语：Nora Denney） 飾演 Mrs. Teevee
- 黛安娜·索爾（英语：Diana Sowle） 飾演 巴格特太太
- 大衛·巴特利（英语：David Battley） 飾演 Mr. Turkentine
- 懷克·埃德米斯頓（英语：Walker Edmiston） 飾演 史拉格沃思

## 评价
本片獲得了多數正面的評價。爛番茄根據61篇評論，本片獲得92%的新鮮度，平均評分8/ 10，觀眾投票給出87%的分數，平均得分為4.2／5。。在Metacritic上根據10條評論，本片獲得67分。

## 外部連結
- Willy Wonka & the Chocolate Factory essay  （页面存档备份，存于） by Brian Scott Mednick at National Film Registry
- The AFI Catalog of Feature Films..Willy Wonka and the Chocolate Factory （页面存档备份，存于）
- 互联网电影数据库（IMDb）上《歡樂糖果屋》的资料（英文）
- TCM电影资料库上《歡樂糖果屋》的资料（英文）
- Metacritic上《歡樂糖果屋》的資料（英文）
- Box Office Mojo上《歡樂糖果屋》的資料（英文）
- AllMovie上《歡樂糖果屋》的资料（英文）
- 爛番茄上《歡樂糖果屋》的資料（英文）
- 開眼電影網上《歡樂糖果屋》的資料（繁體中文）
- 豆瓣电影上《歡樂糖果屋》的資料 （简体中文）